# Goreljce
Goreljce este o localitate din comuna Radeče, Slovenia, cu o populație de 57 de locuitori.